# Nenad Ivanković
Nenad Ivanković (Zagreb, 18. ožujka 1948.) hrvatski je novinar, političar i pisac.

## Životopis
Diplomirao je filozofiju i komparativnu književnost na Filozofskom fakultetu u Zagrebu. Magistrirao na Fakultetu političkih znanosti u Zagrebu (1980.). Zapošljava se kao novinar u Vjesnikovoj kući i radi kao urednik i komentator u listu Vjesnik te tjedniku Danas. 1988. odlazi za dopisnika u Bonn, odakle izvještava za Vjesnik, Večernji list te povremeno za Hrvatsku televiziju i Hrvatski radio. Suosnivač je Njemačko-hrvatskog društva sa sjedištem u Bonnu. Kraće vrijeme bio je ministar-savjetnik u prvom hrvatskom veleposlanstvu u Bonnu (1992.), a potom se vratio dopisničkom poslu (do 1996.). Za doprinos razvoju hrvatsko-njemačkih odnosa, njemački predsjednik Roman Herzog odlikovao ga je najvišim njemačkim odličjem – Križem za zasluge (1994.). Godinu dana kasnije Hrvatsko novinarsko društvo proglasilo ga je novinarom godine (za tekstove o NATO-u). Hrvatski predsjednik Franjo Tuđman odlikovao ga je ordenom Danice hrvatske s likom Antuna Radića (1995.).
U proljeće 1996. Postaje glavni urednik Vjesnika, voditelj HTV-ove emisije Pressklub te urednik Croatia Weekly. 2000. daje ostavku na mjesto glavnog urednika Vjesnika i počinje se baviti politikom. S Miroslavom Tuđmanom i drugima osniva Hrvatski istinski preporod (HIP), koji 2001. ulazi u Gradsku skupštinu Grada Zagreba s pet osvojenih mandata. Do kraja 2003. vodi Klub zastupnika HIP-a, a potom izlazi iz stranke i osniva euroskeptičnu stranku Samostalnost i napredak (SIN), kojoj je i prvi predsjednik. Vodi devetomjesečnu kampanju poznatu pod imenom „Sir i vrhnje“.
Autor je više hrvatskih publicističkih bestselera: „Predsjedniče, što je ostalo?“ (psihološko-politički profil Franje Tuđmana), „Ratnik“ (biografija generala Gotovine), „Mesiću i Račane, zašto tako“, „Krvava zemlja“ (o ratu u Bosni i Hercegovini), „Što smo mu učinili“ (Hrvatska i Gotovina).
Ivanković je osnivač HONOSa, udruge za zaštitu Domovinskog rata, boksačkog kluba „Šaka“, a bio je i direktor hrvatske nordijske reprezentacije, te dvostruki svjetski novinarski prvak u skijaškom trčanju (1988. i 2000.). Predsjednik je Zagrebačkog boksačkog saveza (u drugom mandatu) i član Skupštine Hrvatskog olimpijskog odbora.
Radi i živi u Zagrebu.

## Djela
- Bonn, druga hrvatska fronta (PDF)
- Bonn. Die zweite kroatische Front (PDF)
- Hrvatska od okupacije do regionalne sile (PDF)
- Predsjedniče, što je ostalo? (PDF)
- Ratnik (PDF) (članak)
- Mesiću i Račane, zašto tako? (PDF)
- Sova (PDF)
- Što smo mu učinili? (PDF)
- Krvava zemlja (članak)
- U potrazi za vedrinom (PDF)
- Obična pisma neobičnim ljudima (PDF)
- Ona (PDF)
- Što je zapravo EU (PDF)
- Bandić / zoon politikon (PDF)
- Deutschland einig (PDF), prilog Vjesniku od 3. listopada 1990.